# Sangkanwangi
Sangkanwangi is een bestuurslaag in het regentschap Lebak van de provincie Banten, Indonesië. Sangkanwangi telt 3042 inwoners (volkstelling 2010).